# Botopasi (plaats)
Botopasi (soms ook gespeld als Boto-Pasi en Botopassi) is een klein dorp in Suriname. Botopasi ligt in het district Sipaliwini aan de Boven-Surinamerivier. In de buurt van Botopasi bevindt zich de Botopasi Airstrip met een verbinding naar Zorg en Hoop Airport in Paramaribo.
Het dorp vormt een zusterdorp met Abenaston, Foetoenakaba en Pikin Slee. Het dorp staat stroomafwaarts via de rivier en met een weg in verbinding met Debikè, Foetoenakaba en Pikin Slee.
In het dorp bevindt zich het Jungle Hotel Botopasi met 9 kamers, 2 hutten en kangasa (hangmattenhuisje), en het eenvoudiger toeristenkamp Moizolli met twee hutten en een kangasa.

## Geboren
- Ernie Seedo (1951-2019), zanger
- Onkel Seedo (1958-2019), zanger